# Alexandros Karageorgiou
Alexandros Karageorgiou, född 3 juni 1986, är en grekisk bågskytt. Han deltog vid olympiska sommarspelen 2004.